# Индекс автомобильных номеров Мексики
Каждому автомобильному транспортному средству Мексики должен быть присвоен регистрационный номерной знак. Ответственность за выполнение этого возлагается на мексиканское Министерство по делам коммуникаций и транспорта. Характеристики номерных знаков устанавливаются мексиканским государственным стандартом NOM-001-SCT-2-2000. Согласно этому стандарту, каждый штат Мексики имеет право ввести собственный уникальный графический дизайн номеров (до 1992 года номера всех штатов имели одинаковый дизайн). В соответствии с тем же стандартом устанавливается форма номерных знаков — это прямоугольник 300×150 мм с закругленными углами. На номер ставится печать министерства и наносится штрихкод. Буквы и цифры номера должны рельефно выступать из плоскости номерного знака.
Несмотря на то, что каждый штат имеет уникальный графический дизайн номерного знака, система собственно нумерации транспортных средств является общей для всего государства за исключением Федерального округа (то есть города Мехико). Для частных легковых автомобилей номер транспортного средства имеет вид AAA-10-00, где A — одна из 23 букв латинского алфавита (буквы I, O и Q не используются из-за их внешнего сходства с цифрами), 1 — цифра от 1 до 9, а 0 — цифра от 0 до 9. На номере обязательно присутствует наименование штата, а также его цифровой код (так называемый «фискальный код» — число от 1 до 32). Кроме того, для каждого штата регламентируется буквенный интервал, в пределах которого он может выпускать номерные знаки, то есть номер вида AAA-10-00 сам по себе указывает на штат, в котором зарегистрирован автомобиль. Для Федерального округа выпускаются номерные знаки другой серии, по схеме 100-AAA.
Ниже приведены буквенные интервалы номеров и цифровые коды, присвоенные штатам Мексики:
| Штат                    | Испанское наименование | Буквенный интервал | Цифровой код |
| ----------------------- | ---------------------- | ------------------ | ------------ |
| Агуаскальентес          | Aguascalientes         | AAA-AFZ            | 1            |
| Веракрус                | Veracruz               | XYA-YVZ            | 30           |
| Герреро                 | Guerrero               | HGA-HRZ            | 12           |
| Гуанахуато              | Guanajuato             | GZA-HFZ            | 11           |
| Дуранго                 | Durango                | FXA-GFZ            | 10           |
| Идальго                 | Hidalgo                | HSA-LFZ            | 13           |
| Кампече                 | Campeche               | DFA-DKZ            | 4            |
| Керетаро                | Querétaro Artega       | UKA-UPZ            | 22           |
| Кинтана-Роо             | Quintana Roo           | URA-UVZ            | 23           |
| Коауила                 | Coahuila de Zaragoza   | EUA-FPZ            | 5            |
| Колима                  | Colima                 | FRA-FWZ            | 6            |
| Мехико                  | Estado de México       | GGA-GYZ            | 15           |
| Мичоакан                | Michoacán de Ocampo    | PFA-PUZ            | 16           |
| Морелос                 | Morelos                | PVA-RDZ            | 17           |
| Наярит                  | Nayarit                | REA-RJZ            | 18           |
| Нижняя Калифорния       | Baja California        | AGA-CYZ            | 2            |
| Нижняя Калифорния Южная | Baja California Sur    | CZA-DEZ            | 3            |
| Нуэво-Леон              | Nuevo León             | RKA-TGZ            | 19           |
| Оахака                  | Oaxaca                 | THA-TMZ            | 20           |
| Пуэбла                  | Puebla                 | TNA-UJZ            | 21           |
| Сакатекас               | Zacatecas              | ZDA-ZHZ            | 32           |
| Сан-Луис-Потоси         | San Luis Potosí        | UWA-VEZ            | 24           |
| Синалоа                 | Sinaloa                | VFA-VSZ            | 25           |
| Сонора                  | Sonora                 | VTA-WKZ            | 26           |
| Табаско                 | Tabasco                | WLA-WWZ            | 27           |
| Тамаулипас              | Tamaulipas             | WXA-XSZ            | 28           |
| Тласкала                | Tlaxcala               | XTA-XXZ            | 29           |
| Халиско                 | Jalisco                | LGA-PEZ            | 14           |
| Чиуауа                  | Chihuahua              | DTA-ETZ            | 8            |
| Чьяпас                  | Chiapas                | DLA-DSZ            | 7            |
| Юкатан                  | Yucatán                | YWA-ZCZ            | 31           |
| Федеральный округ       | Distrito Federal       |                    | 9            |

Автомобильные номера легковых автомобилей, зарегистрированных в городе Мехико, отличаются от остальных и имеют вид 100-AAA.
Номера грузовых автомобилей имеют вид AA-10-000. Особые номера имеют автомобили, принадлежащие государственным службам (полиции, армии, почте и т. д.), автомобили общественного транспорта, а также так называемые fronterizos (подержанные автомобили из США, которые могут легально использоваться на территории приграничных штатов).